# مارسيلينوس كوميس
مارسيلينوس كوميس هو مؤرخ ومسلسل زمني لاتيني إيليري المولد، عاش في القرن السادس الميلادي وأرخ على تاريخ الكنيسة وتاريخ الامبراطورية الرومانية الغربية، توفي في سنة 534.